# 李杰登
默罕默德·阿里，原名李杰登（另译李杰定，1912年8月17日—1983年7月21日），是苏加诺总统统治期间阿里·沙斯特罗阿米佐约内阁中的印度尼西亚共和国卫生部长。他是印度尼西亚伊斯兰联盟党的党员。

## 生平
李杰登1912年8月17日出生于苏加武眉，1946年皈依伊斯兰教后改名为穆罕默德·阿里。他就读于荷属印度医学院毕业后，他在朱鹿担任政府医生，然后转到拉让勒邦的一家矿业公司和Waringin Tiga的一家医院。日佔時期，他担任政府卫生部门负责人。印度尼西亚独立后，他在巨港成为一名医生。
在第一届阿里·沙斯特罗阿米佐约内阁期间被任命为印度尼西亚卫生部长（1953—1955年）。在担任卫生部长的两年期间，他在1953年的印度尼西亚医生协会大会上提出了建立医学院的想法，他的著名成果之一就是建设了穆罕默德·胡辛博士中央总医院。
1983年7月21日，李杰登在雅加达的家中去世。